# Paul Corkum
Paul Bruce Corkum (* 30. Oktober 1943 in Saint John (New Brunswick)) ist ein kanadischer Physiker, der sich mit Laserphysik und Atomphysik befasst und ein Pionier der atomaren und molekularen Physik im Zeitbereichen von Attosekunden mit Verwendung von entsprechenden ultrakurzen Laserpulsen. Er ist Direktor des Labors für Attoseconds Photonics der University of Ottawa–National Research Council of Canada.

## Leben
Corkum erhielt den Bachelor of Science im Jahre 1965 an der Acadia University in Nova Scotia. 1967 erhielt er den Master of Science und 1972 den Ph.D. in theoretischer Physik an der Lehigh University, Pennsylvania. Er blieb als Post-Doktorand noch ein Jahr an der Lehigh University und ging 1973 zum National Research Council of Canada (NRC) und wechselte dort von der theoretischen zur experimentellen Physik. Nach eigenen Aussagen überzeugte er sich selbst und seinen künftigen Arbeitgeber dadurch, dass er zuvor schon während des Studiums lernte, Autos von Grund auf zu reparieren. 1990 bildete er am Steacie Institute for Molecular Science des NRC eine Femtosekunden-Forschungsgruppe, die unter seiner Leitung zu einer der international auf diesem Gebiet führenden Forschungsgruppen wurde. 2008 wurde er Professor (auf einem Canada Research Chair) für Attosekunden-Photonik an der Universität Ottawa und Direktor des gemeinsamen Labors von NRC und Universität Ottawa für Forschung im Attosekundenbereich. Außerdem ist er Adjunct Professor an der McMaster University, der University of British Columbia und der Texas A&M University.
Corkum arbeitet sowohl theoretisch als auch experimentell. In den 1980er Jahren entwickelte er ein Modell der Ionisation von Atomen und darauf basierend einen neuen Vorschlag zur Konstruktion eines Röntgenlasers (Optical field Ionization, OFI). In den 1990er Jahren entwickelte er Theorien über verschiedene atomphysikalische Phänomene in starken Feldern, wie die Erzeugung höherer Harmonischer und korrelierter Doppel-Ionisation. Sein Re-Kollisions-Elektronen-Modell, bei dem durch ein intensives Laserfeld Tunnelionisation erfolgt, das getunnelte Elektron dann aber im Laserfeld auf das Ion rückbeschleunigt und sich dort korreliert mit dem gebundenen Zustand überlagert, diente auch als Grundlage für seinen Vorschlag der Erzeugung von Attosekunden-Pulsen, der ihm mit österreichischen Kollegen erstmals 2001 gelang (Pulslänge unter 1 Femtosekunde). Es diente zur Erzeugung höherer Harmonischer und (als eine Art Laser-Tunnelmikroskop) zur Erkundung von Atomen und Molekülen im Ångström-Bereich und darunter.
Corkum hat zahlreiche Auszeichnungen für seine Arbeiten im Bereich der Laser erhalten. Seit 2015 zählt ihn Thomson Reuters zu den Favoriten auf einen Nobelpreis für Physik. Acht Jahre später (2023) erhielten Pierre Agostini, Ferenc Krausz und Anne L’Huillier für ihre Beiträge zu Attosekundenlasern und Kurzzeitphysik die Auszeichnung zuerkannt.

## Auszeichnungen
- 1996 – Gold Medal for Lifetime Achievement in Physics (Canadian Association of Physicists)[1][3]
- 1999 – Einstein-Preis für Laserforschung (Society for Optical and Quantum Electronics)[3]
- 2003 – Henry Marshall Tory Medal (Royal Society of Canada)[1][3]
- 2003 – Queen Elizabeth II Golden Jubilee Medal[3]
- 2005 – Quantum Electronics Award (IEEE)
- 2005 – Charles Hard Townes Award (Optical Society of America)[1][3]
- 2006 – Killam Prize (Canada Council for the Arts)[1]
- 2006 – Arthur L. Schawlow Prize in Laser Science (American Physical Society)[1][3]
- 2008 – John C. Polanyi Award (NSERC)[8]
- 2009 – Gerhard Herzberg Canada Gold Medal for Science and Engineering (NSERC)[2][9]
- 2013 – King Faisal International Prize[10]
- 2013 – Harvey-Preis
- 2014 – Frederic Ives Medal
- 2014 – Lomonossow-Goldmedaille
- 2017 – Royal Medal
- 2018 – Isaac-Newton-Medaille
- 2019 – Willis-E.-Lamb-Preis
- 2019 – Wolfgang-Paul-Vorlesung
- 2019 – Ehrendoktorwürde der Universität Rostock[11]
- 2022 – Wolf-Preis in Physik[12]
- 2022 – BBVA Foundation Frontiers of Knowledge Awards

## Mitgliedschaften
- Femtosecond Science Group at the Steacie Institute for Molecular Sciences (Founder)[3]
- NRC Atomic, Molecular and Optical Science Group (Program Leader)[1]
- Order of Canada (Officer)[3]
- Mitglied (Fellow) der Royal Society of London (2005)[1][3]
- Mitglied der Royal Society of Canada (1995)[1][3]
- Fellow der American Physical Society (2007)
- Mitglied der US National Academy of Sciences[13]
- Korrespondierendes Mitglied der Österreichischen Akademie der Wissenschaften[14]
- Auswärtiges Mitglied der Russischen Akademie der Wissenschaften[15]

## Schriften
- Plasma perspective on strong field multiphoton ionization. In: Physical Review Letters. Band 71, 1993, S. 1994–1997
- mit N. H. Burnett, M. Y. Ivanov: Subfemtosecond pulses. In: Optics Letters. Band 19, 1994, S. 1870–1872
- mit H. Niikura, F. Legaré, R. Hasbani, M. Ivanov, D. Villeneuve: Probing molecular dynamics with attosecond resolution using correlated wave packet pairs. In: Nature. Band 421, 2003, S. 826–829
- mit Ferenc Krausz: Attosecond Science. In: Nature Physics. Band 3, 2007, S. 381–387
- mit Chandrasekhar Joshi Interaction of ultra-intense laser light with matter, Physics Today, Januar 1995